# 丽叶薯蓣
丽叶薯蓣（学名：Dioscorea aspersa）为薯蓣科薯蓣属的植物，为中国的特有植物。分布于中国大陆的云南、贵州等地，生长于海拔1,000米至2,600米的地区，常生于灌丛中、山坡林中或阔叶混交林中，目前尚未由人工引种栽培。

## 异名
- Dioscorea pulverea Prain et Burk.